# 牛眼青鯥
牛眼青鯥（学名：Scombrops boops），又名牛眼鯥、牛尾鯥，為輻鰭魚綱鱸形目鱸亞目鯥科的其中一種。

## 分布
本魚分布於印度洋及西太平洋區，包括南非、莫三比克、中國、日本、台灣、韓國等海域。

## 特徵
本魚體長而側扁，眼大，且大於兩眼間距，幼魚體色淡黃褐色，口內為白色，成魚體色藍黑色，口內變成黑色，腹部較白被圓鱗，背鰭硬棘9-10枚;背鰭軟條13-14枚;臀鰭硬棘3枚;臀鰭軟條12-13枚，體長可達150公分。

## 生態
棲息在水生20-400公尺海域，幼魚生活在淺海礁石區，成魚則生活在較深海域，屬肉食性，以甲殼類、軟體動物等為食。繁殖期在冬季，產卵時會遷徙到淺水處。

## 經濟利用
為高經濟價值的食用魚。